# Stoney Ground
Stoney Ground est un district d'Anguilla. Sa population selon le recensement de 2011 était de 1 549 habitants.
Stoney Ground est la ville la plus peuplée d'Anguilla.

## Démographie
Évolution de la population, :
| 1974 | 1984 | 1992 | 2001  | 2011  |
| ---- | ---- | ---- | ----- | ----- |
| 713  | -    | 949  | 1 133 | 1 545 |